# Yxnerum
Yxnerum är kyrkbyn i Yxnerums socken i Åtvidabergs kommun i Östergötlands län. 
I byn återfinns Yxnerums kyrka.